# 兰臻
兰臻（1971年2月—），福建漳浦人，畲族，中国共产党党员。中华人民共和国政治人物、第十三届全国人民代表大会福建省代表。

## 生平
2018年，兰臻被选为福建省出席第十三届全国人民代表大会代表。